# Andy Robustelli
Andrew Richard Robustelli, detto Andy (Stamford, 6 dicembre 1926 – Stamford, 31 maggio 2011), è stato un giocatore di football americano statunitense che ha giocato nel ruolo di defensive end per i Los Angeles Rams e i New York Giants della National Football League (NFL). È stato introdotto nella Pro Football Hall of Fame nel 1971.

## Carriera professionistica
Robustelli fu scelto dai Los Angeles Rams nel diciannovesimo giro del Draft NFL 1951 pensando che difficilmente avrebbe potuto entrare stabilmente nella squadra. I Rams tuttavia furono impressionati dalla sua forza e determinazione nel ruolo di defensive e non solo riuscì a conquistarsi un posto nel roster, ma fu inserito nella formazione ideale della lega nel 1953 e nel 1955. Rimase coi Rams fino a quando non fu scambiato coi New York Giants nel 1956.
Robustelli rimase nove stagioni coi Giants, disputando sei finali di conference e vincendo un campionato NFL. Fu il titolare della difesa di New York dal 1956 all'anno del suo ritiro, il 1964.
Nella prima stagione di Andy, i Giants vinsero il titolo NFL e dopo aver vinto il titolo della Eastern Division nel 1958, '59, '61, '62, and '63 furono sconfitti in ognuno di quegli anni in finale: nel 1958 e 1959 dai Baltimore Colts, nel 1961 e 1962 dai Green Bay Packers e nel 1963 dai Chicago Bears.
Coi Giants, Robustelli fu un All-Pro dal 1956 al 1960. Nel 1962 ricevette il Bert Bell Award come miglior giocatore della NFL, uno dei pochi giocatori difensivi a ricevere tale onore. Giocò 174 gare nella NFL, saltandone solo una in tutta la sua carriera. Inoltre recuperò 22 fumble, un record NFL al momento del ritiro, oltre ad aver intercettato due passaggi, entrambi ritornati in touchdown.
Malgrado non avesse la stazza tipica di un defensive end, Robustelli era dotato di eccezionale rapità, intelligenza e forza. Egli fu l'unico giocatore ad essere presente nelle prime due finali del campionato NFL trasmesse in diretta nazionale.

## Vittorie e premi
- (1) Campione NFL (1956)
- (7) Pro Bowl (1953, 1955, 1956, 1957, 1958, 1959, 1960)
- (7) First-team All-Pro (1953, 1955, 1956, 1957, 1958, 1959, 1960)
- (3) Second-team All-Pro (1954, 1961, 1962)
- Bert Bell Award (1962)
- Pro Football Hall of Fame (classe del 1971)

## Statistiche
| Partite totali    | 175 |
| Intercetti        | 2   |
| Fumble recuperati | 22  |